# Verónica Piñeiro Rodríguez
Verónica Piñeiro Rodríguez (Montevideo, 28 de octubre de 1982) es una bióloga, funcionaria y política uruguaya integrante del Frente Amplio, partido político del cual es vicepresidente desde 2022.

## Biografía
Es licenciada en Ciencias Biológicas por la Facultad de Ciencias en 2010 y tiene una maestría en Ciencias Agrarias por la Facultad de Agronomía en 2021.
Fue asistente de investigación en las facultades Ciencias y de Agronomía de la Universidad de la República entre 2005 y 2016.
Posteriormente, entre 2016 y 2020 se desempeñó como asesora técnica de la Secretaría Nacional de Ambiente, Agua y Cambio Climático de Presidencia de la República y luego como consultora en Ciencias Biológicas en Obras Sanitarias del Estado.
Desde 2021 es Gerenta de la Gerencia de Gestión Ambiental en la Intendencia de Montevideo.

### Trayectoria política
Piñeiro es una militante de base no sectorizada en el Frente Amplio. Entre 2017 y 2018 ocupó una de las vicepresidencias de este partido político en momentos en que la organización tenía varias.
En 2022 y al asumir la presidencia Fernando Pereira, este designó como única vicepresidenta a Verónica Piñeiro.
En 2025 a propuesta inicial del Partido Comunista de Uruguay, fue presentada al Plenario Departamental de Montevideo como candidata a intendenta y este aprobó la candidatura el 10 de febrero de 2025 para las elecciones de mayo de ese año. Pocos días después fue proclamada por la Junta Electoral de Montevideo como candidata a intendenta de Montevideo. perdió y desapareció.

## Publicaciones
Ha sido colaboradora de numerosas publicaciones en el ámbito de su profesión. En calidad de autora o coautora se destacan:
- 2012: Líquenes del entorno de la Base Científica Antártica Artigas, Bahía Collins, isla Rey Gorge, Antártida. Estudio preliminar.[9]
- 2011: Florística y fitosociología de bosques psamófilos en tres sectores de la costa de Uruguay, según el gradiente de influencia fluvio-marino.[10]
- 2008: Características de germinación de especies de matorral y bosque psamófilo.[11]
- 2006: Estudio ecotoxicológico en especies ícticas nativas del río Uruguay para el monitoreo de efluentes de fábricas de celulosa.[12]